# 1,5-Dibromopentane
Le 1,5-dibromopentane est un halogénoalcane, plus spécifiquement un bromoalcane, constitué d'une chaîne de pentane portant un atome de brome à chaque extrémité. 
À température ambiante, il s'agit d'un liquide incolore à jaune pâle.

## Synthèse
Le 1,5-dibrompentane peut être synthétisé par réaction du pentane-1,5-diol avec l'acide bromhydrique
{\displaystyle \mathrm {HO{-}(CH_{2})_{5}{-}OH\ +\ 2HBr\longrightarrow } }{\displaystyle \mathrm {Br{-}(CH_{2})_{5}{-}Br\ +\ 2H_{2}O} }

## Réactions
Le 1,5-dibrompentane réagit avec d'autres composés et forme des hétérocycles. Par exemple, par réaction avec des amines primaires, il peut former des pipéridines N-alkylées, :
Le thiane peut être obtenu avec un bon rendement par action du 1,5-dibromopentane sur le sulfure de sodium :
{\displaystyle \mathrm {Br{-}(CH_{2})_{5}{-}Br+Na_{2}S\longrightarrow } } {\displaystyle \mathrm {C_{5}H_{10}S+2\ NaBr} }